# Flagelloscypha parasitica
Flagelloscypha parasitica är en svampart som tillhör divisionen basidiesvampar, och som först beskrevs av Miles Joseph Berkeley och Christopher Edmund Broome, och fick sitt nu gällande namn av Reinhard Agerer. Flagelloscypha parasitica ingår i släktet Flagelloscypha, och familjen Cyphellopsidaceae. Arten har ej påträffats i Sverige.